# جائزة نيوزيلندا الكبرى 1970
جائزة نيوزيلندا الكبرى 1970 هو سباق فورمولا 1 أقيم بتاريخ 10 يناير 1970 في نيوزيلندا.